# Enock Mwepu
Enock Mwepu (Lusaka, 1 de enero de 1998) es un exfutbolista zambiano que jugaba como centrocampista. Su hermano Francisco es también jugador de futbol.

## Trayectoria
Comenzó su carrera con el Kafue Celtic en Lusaka antes de ser fichado en 2013 Airtel Rising Stars.
Durante la temporada 2015-16 tuvo poco tiempo de juego con el Power Dynamos, club de fútbol de Copperbelt; esto precipitó a un movimiento al NAPSA al final de la temporada.
En junio de 2017 unió al Red Bull Salzburgo y fue prestado al FC Liefering que jugaban en la Primera Liga de Austria.
Durante la temporada 2019-20 se estableció entre el once titular del Salzburgo. Debutó en la Liga de Campeones de la UEFA en una derrota 4-3 ante el Liverpool en Anfield.
El 18 de diciembre de 2019 extendió su contrato con el Red Bull Salzburgo hasta el verano de 2024. Este no lo cumplió ya que en julio de 2021 fue traspasado al Brighton & Hove Albion F. C.
El 10 de octubre de 2022 tuvo que retirarse prematuramente debido a un problema en el corazón que hubiera puesto en peligro su vida si seguía jugando a fútbol.

## Selección nacional
En 2014 fue parte de la sub-17 de Zambia equipo de fútbol nacional que representó el país en un torneo realizado en Níger de febrero 15 a marzo 1 de 2015, donde Zambia jugó con Níger, Nigeria y Guinea.
Mwepu convirtió su primer gol Internacional para Zambia en un AFCON Clasificado en contra Argelia el 2 de septiembre de 2017 en el Estadio de Héroes Nacional en Lusaka, un partido qué Zambia ganó 3–1.

### Goles internacionales
Goles y los resultados listan la cuenta de objetivo de Zambia primero.
| Núm | Fecha                   | Estadio                                            | Adversario                      | Gol | Resultado | Competición                                             |
| --- | ----------------------- | -------------------------------------------------- | ------------------------------- | --- | --------- | ------------------------------------------------------- |
| 1.  | 2 de septiembre de 2017 | Estadio Héroes Nacionales, Lusaka, Zambia          | Argelia                         | 3-1 | 3-1       | Clasificación para el Mundial 2018                      |
| 2.  | 16 de junio de 2019     | Stade de Marrakech, Marrakesh, Marruecos           | Marruecos                       | 3-2 | 3-2       | Amistoso                                                |
| 3.  | 12 de noviembre de 2020 | Estadio Héroes Nacionales, Lusaka, Zambia          | Botsuana                        | 1-1 | 2-1       | Clasificación para la Copa Africana de Naciones de 2021 |
| 4.  | 3 de septiembre de 2021 | Estadio Olímpico de Nuakchot, Nuakchot, Mauritania | Mauritania                      | 1-0 | 2-1       | Clasificación para el Mundial 2022                      |
| 5.  | 25 de marzo de 2022     | Kervansaray Sport Centre, Antalya, Turquía         | República Democrática del Congo | 1-0 | 3-1       | Amistoso                                                |
| 6.  | 7 de junio de 2022      | Estadio Héroes Nacionales, Lusaka, Zambia          | Comoras                         | 1-1 | 2-1       | Clasificación para la Copa Africana de Naciones de 2023 |

## Clubes
| Club                         | País       | Año       | Partidos | Goles |
| ---------------------------- | ---------- | --------- | -------- | ----- |
| NAPSA Stars                  | Zambia     | 2016-2017 |          | 1     |
| Kafue Celtic F. C.           | Zambia     | 2017      |          | 0     |
| F. C. Liefering (cedido)     | Austria    | 2017-2018 | 23       | 6     |
| Red Bull Salzburgo           | Austria    | 2017-2021 | 119      | 18    |
| Brighton & Hove Albion F. C. | Inglaterra | 2021-2022 | 27       | 3     |

## Palmarés

### Títulos nacionales
| Título          | Club               | País    | Año  |
| --------------- | ------------------ | ------- | ---- |
| Bundesliga      | Red Bull Salzburgo | Austria | 2018 |
| Copa de Austria | Red Bull Salzburgo | Austria | 2019 |
| Bundesliga      | Red Bull Salzburgo | Austria | 2019 |
| Copa de Austria | Red Bull Salzburgo | Austria | 2020 |
| Bundesliga      | Red Bull Salzburgo | Austria | 2020 |
| Copa de Austria | Red Bull Salzburgo | Austria | 2021 |
| Bundesliga      | Red Bull Salzburgo | Austria | 2021 |